# 津山医療生活協同組合
津山医療生活協同組合（つやまいりょうせいかつきょうどうくみあい）は、岡山県津山市に本部を置く医療生協である。
1診療所4介護事業所の5事業所を運営する(全事業所が同一施設に集約されている)。
全日本民主医療機関連合会(民医連)に加盟している。

## 組合員数・出資金
組合員数：5,343人(2020年3月31日現在)
出資金：7,646万円(2020年3月31日現在)

## 沿革
(この節の出典)
- 1980年(昭和55年)8月 - 設立認可
- 1982年(昭和57年)1月 - 平福診療所開設
- 1997年(平成9年)3月 - 訪問看護ステーションひまわり開設（津山で初の訪問看護施設）
- 2000年(平成12年)4月 - 訪問介護ステーションまごころ開設
- 2003年(平成15年)10月 - デイサービスセンター開設
- 2010年(平成22年)4月 - 津山医療生協施設新築移転のとりくみ開始
- 2013年(平成25年)1月 - 津山医療生協施設新築完成
- 2013年(平成25年)4月 - 津山医療生協施設平福診療所移転にて全館オープン

## 医科診療所

### 平福診療所
- 所在地 - 岡山県津山市平福546-1
  - 標榜診療科 - 内科 [4]

(特定疾患治療研究事業委託医療機関,在宅療養支援診療所)

## 介護事業所

### ケアプランセンター平福
- 所在地 - 岡山県津山市平福546-1

### 訪問看護ステーションひまわり
- 所在地 - 岡山県津山市平福546-1

### ヘルパーステーションまごころ
- 所在地 - 岡山県津山市平福546-1

### デイサービスセンターほのぼの
- 所在地 - 岡山県津山市平福546-1

## 交通アクセス
- 中鉄北部バス ごんご久米線西循環「平福診療所口」停留所から徒歩1分